# وادي قشمير

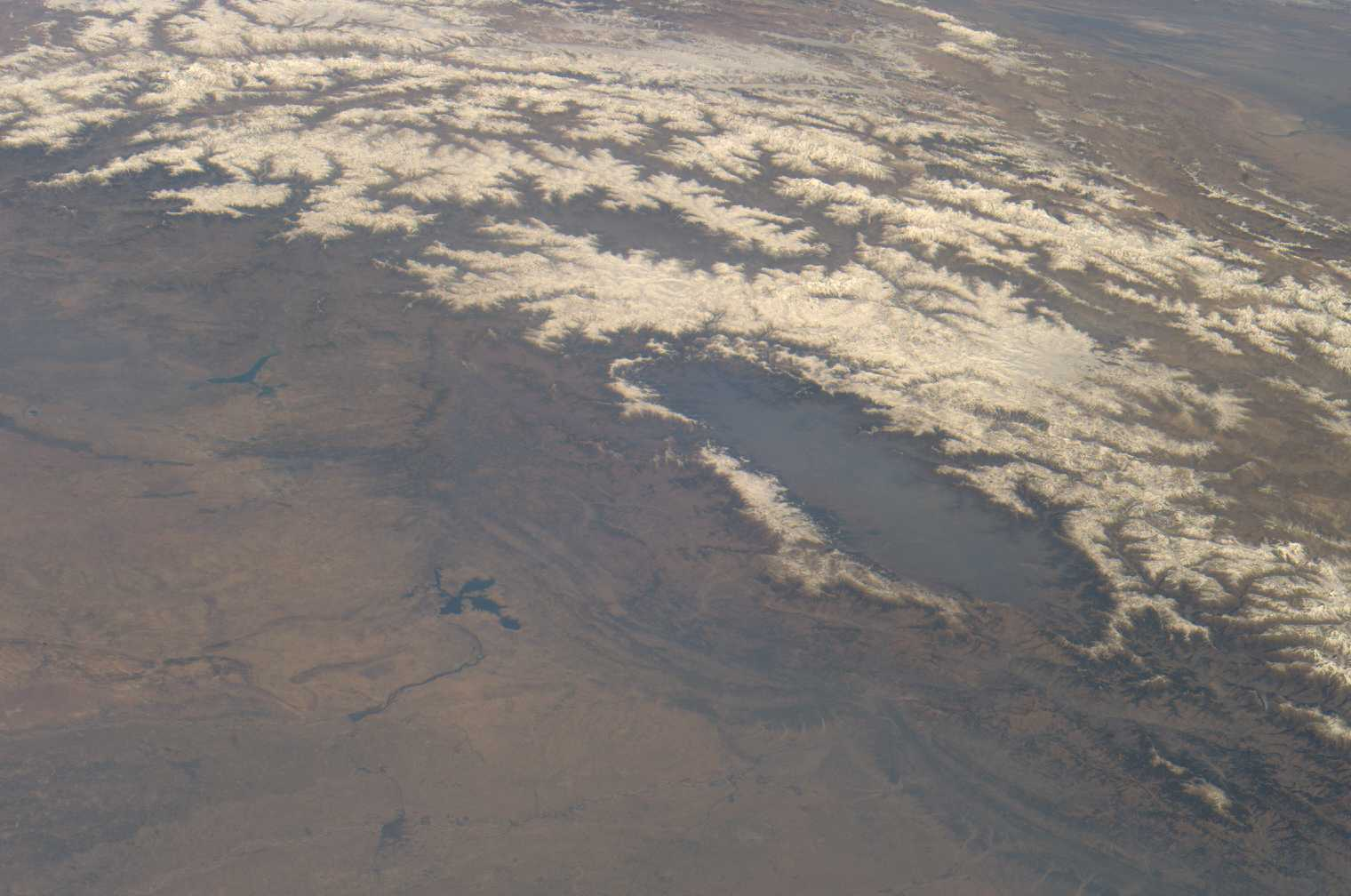
صورة جوية لوادي قشمير

وَادِي قِشْمِير وادٍ بين جبال هملاية الغربية في إقليم جمون وكشمير الخاضع لحكومة الهند المركزية، وبه سميت بلاد قشمير. طوله نحو 135 كيلومتر وعرضه نحو 32. تَطِيفُ به جبال هملاية العليا من من الجنوب إلى الشمال وعن غربه جبال بير بنجال. وفي طرف جبال بير بنجار الشمالي نهر جهلم الذي تنجلب إليه جميع أنهار الوادي.